# 郑亮
郑亮（1970年—），男，生于浙江杭州，祖籍福建莆田，中国排球运动员。九十年代中国男子排球队主力，司职副攻，以准确的拦网出名，3.53米的拦网高度曾经是亚洲第一篮网高度。

## 家庭
其兄郑武为九十年代中国男子篮球队的主力选手。

## 职业荣誉
- 全国男排联赛冠军：2003年全国男排联赛冠军；
- 男排亚锦赛：2003年亚锦赛亚军。